# إيمي باترسون
إيمي باترسون (بالإسبانية: Amy Paterson)‏ هي ملحنة وكاتِبة وشاعرة أرجنتينية، (ولدت في سان ميغيل دي توكومان في الأرجنتين 1912 – 2019 م).